# Коряки

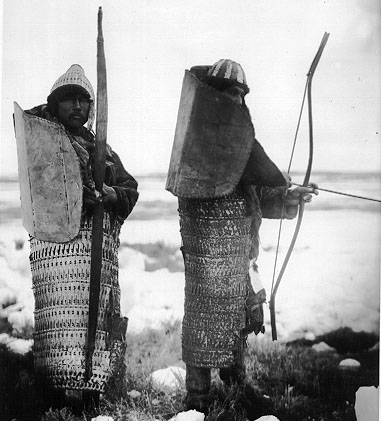
Корякские воины в традиционных доспехах

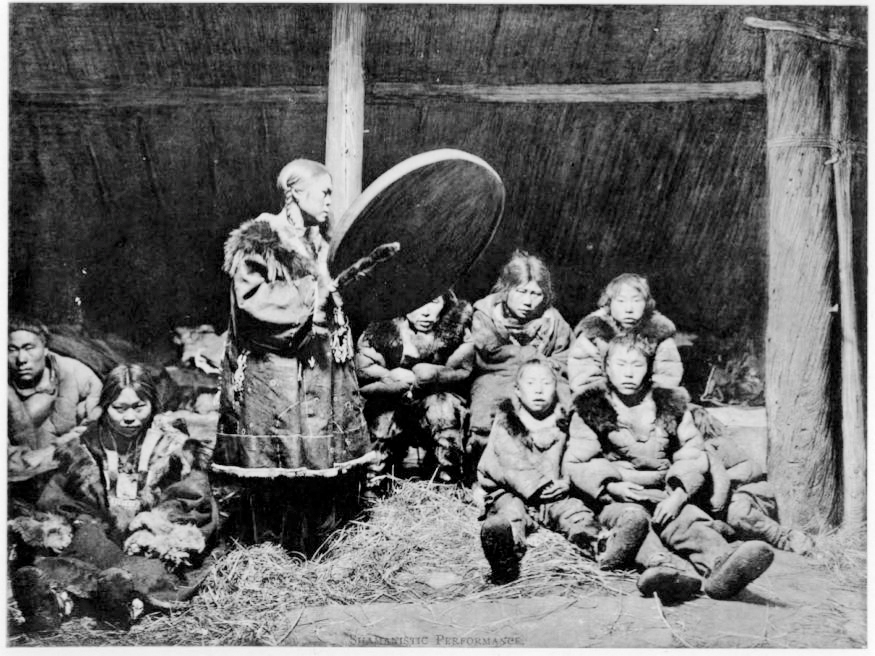
Корякская шаманка

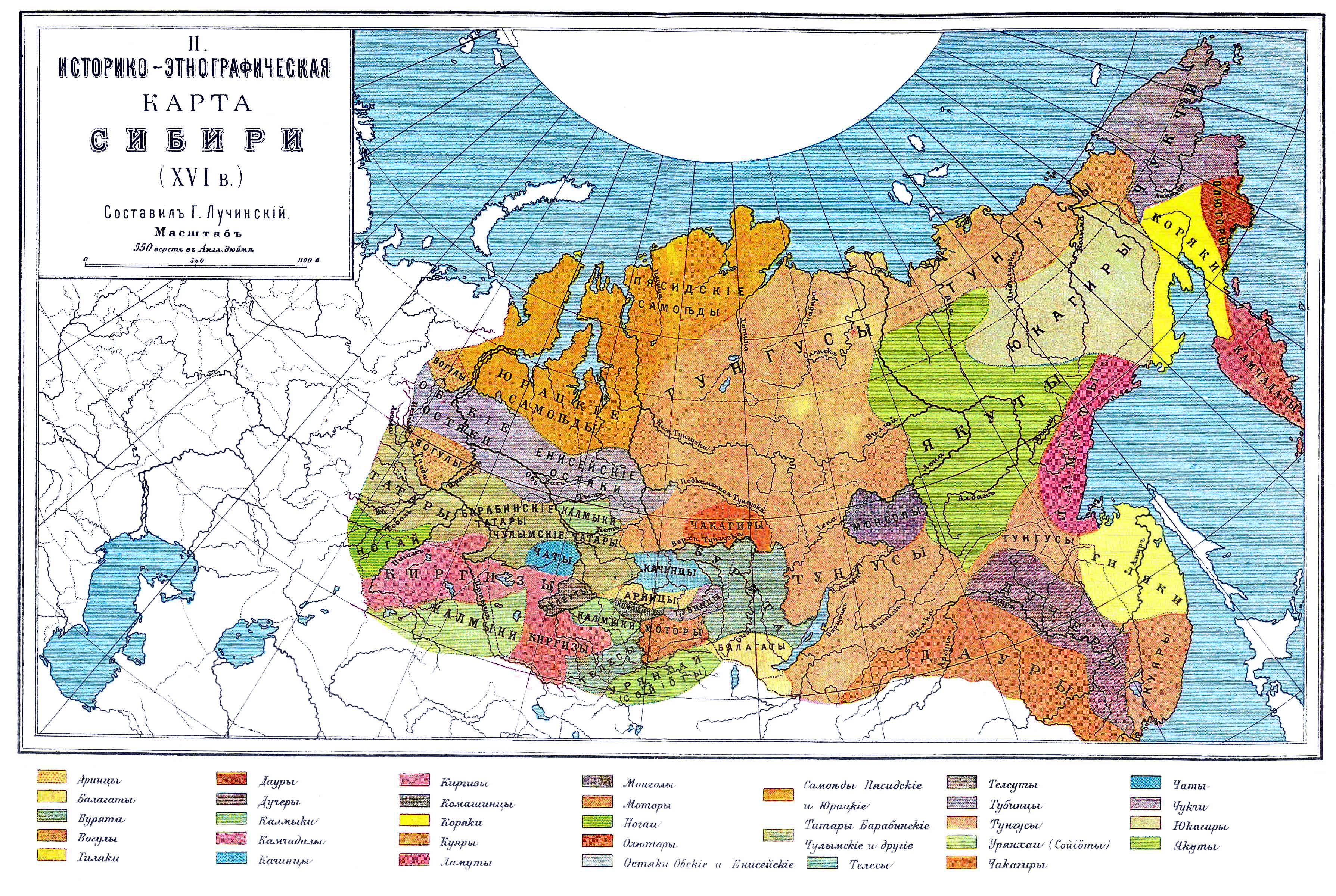
Олюторы в XVI веке на карте Г. Лучинского

Коря́ки (нымыланы, чавчувены, алюторцы) — один из коренных народов Дальнего Востока России; коренное население северной части полуострова Камчатка. В настоящее время компактно проживают в Корякском округе Камчатского края, Магаданской области и Чукотском автономном округе.
Общая численность — около 8 тысяч человек (7 485 человек, по данным переписи 2021 года в РФ).
Говорят в основном по-русски, но около 1 460 коряков продолжают использовать чукотско-камчатский корякский язык, письменность которого существует на основе кириллицы.
Коряки внесены в Перечень коренных малочисленных народов Севера, Сибири и Дальнего Востока Российской Федерации.

## Происхождение названия
Слово «коряк» — экзоним, происходящий из одного из чукотско-камчатских языков и означающий «те, кто с оленями» (кор). Самые ранние упоминания этого названия относятся к записям Владимира Атласова 1665 года, когда русские начали прибывать на Камчатку.

## История
Исследование посёлка Атарган указывает на то, что местные племена коряков были знакомы с обработкой металла задолго до прихода русских, а точнее — в последнее столетие первого тысячелетия. Весь рассмотренный материал свидетельствует об этом. Предки коряков являются, судя по культурной близости, создателями охотской культуры (1 тысячелетие н. э.).
Первые упоминания о коряках встречаются в русских документах 1630-х—1640-х годов. Несколько десятилетий столкновения русских с ними случались лишь время от времени. Общая численность коряков в конце XVII века составляла примерно 10-11 тыс. человек.
Осваивая Чукотку и Камчатку, сначала русские землепроходцы встретились с коряками, жившими на севере, а затем и с ительменами, обитавшими южнее. Базами продвижения русских на территорию обитания коряков были Ульинское зимовье, Охотский острог и Анадырский острог. Уже в 1652 году отряд Михаила Стадухина сражался с воинственными коряками на реке Гижиге и вынужден был, из-за малолюдства и понесённых потерь, вернуться, не взяв с коряков ясак. В 1653 году в районе устья Анадыря «на карге у моря» Юрий Селиверстов и Семён Дежнёв ходили в поход против «сидячих» коряков, нападавших на них, заняли поселок, состоявший из 14 юрт, и захватили в плен женщин и детей, но большая часть коряков поселка спаслась бегством. В 1669 году отряд Константина Дмитриева, посланный для «приведыванья» коряков из Охотска на Тауй и Олу, был уничтожен ими.
Один из самых драматических и кровавых периодов русско-корякских отношений приходится на 1708—1715 годы. Происходили непрерывные военные столкновения между русскими служилыми людьми и коряками, разгромы аборигенных острогов и ответные убийства ясачных сборщиков и промышленных, нападения коряков на русские отряды, шедшие на Камчатку с провиантом и оружием и обратно с ясачной казной. Борьба коряков с русскими колонизаторами продолжалась и во второй четверти XVIII века. В 1745 году анадырские оленные коряки под руководством тойона Эвонты Косинского уничтожили несколько русских отрядов, к концу года к ним присоединились и другие коряки. Зимой 1745—1746 годов восставшие коряки установили контроль над всем северным побережьем Охотского моря, а весной 1746 года к ним примкнули карагинские коряки на восточном побережье Камчатки. Восставшие коряки даже смогли договориться о совместных действиях против русских с чукчами и юкагирами, но силы были неравными, и сопротивление коряков было сломлено к началу второй половины XVIII века. Подавления восстания 1745—1757 годов, сопровождавшееся уничтожением корякских поселений и большими потерями среди коряков, привело к тому, что они прекратили вооружённую борьбу и согласились на подчинение российским властям.
Лишь со второй половины XVIII века постепенно начали устанавливаться мирные отношения аборигенов Камчатки с русскими, развивалась торговля между ними, в быт ительменов и коряков вошли новые орудия труда, ткани, пищевые продукты, среди них стал распространяться русский язык.

## Генетика
У коряков Магаданской области Y-хромосомные гаплогруппы C2b1a2b-B90>B91 и N1a1-B202 являются сибирскими по происхождению. Возраст C-B90>B91 оценивается примерно в 3,8 тыс. лет, а возраст N-B202 составляет 2,4 тыс. лет. Y-хромосомная гаплогруппа Q1-B143 была унаследована предками коряков (и других палеоазиатских народов) от палеоэскимосов в результате их миграций из Америки на северо-восток Азии. Возраст Q-B143 составляет 2,8 тыс. лет. Y-хромосомные гаплогруппы R1a-M17 и I2a-P37.2 были унаследованы коряками в результате метисации с пришлым восточноевропейским (преимущественно русским) населением.

## Численность
Численность коряков в России:

Расселение коряков в ДФО по городским и сельским поселениям в %, перепись 2010 г.

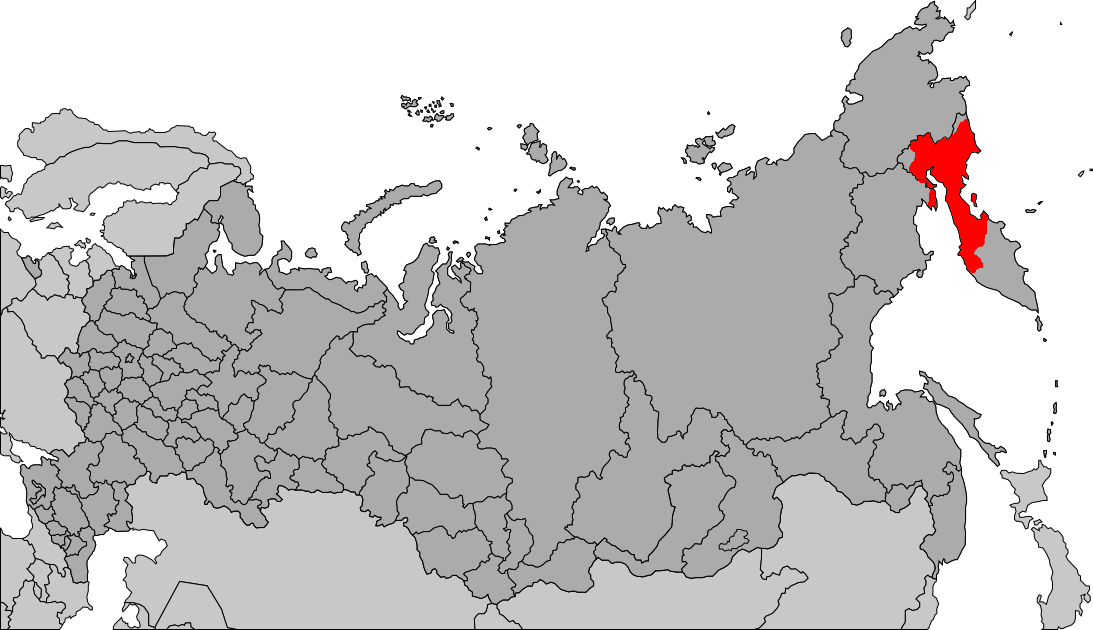
Историческое расселение коряков

Численность коряков в населённых пунктах (2002 г.)
Камчатский край
- посёлок Палана — 1212
- село Тымлат — 706
- село Манилы — 565
- село Седанка — 446
- село Лесная — 384
- село Вывенка — 362
- ПГТ Оссора — 351
- село Тиличики — 329
- село Карага — 289
- село Слаутное — 254
- село Таловка — 254
- город Петропавловск-Камчатский — 245
- село Тигиль — 203
- село Хаилино — 201
- село Воямполка — 163
- село Ивашка — 162
- село Хайрюзово —102

Магаданская область:
- село Верхний Парень — 262
- ПГТ Эвенск — 234
- село Тополовка — 160

### Доля коряков по районам и городам России (по переписи 2010 года)

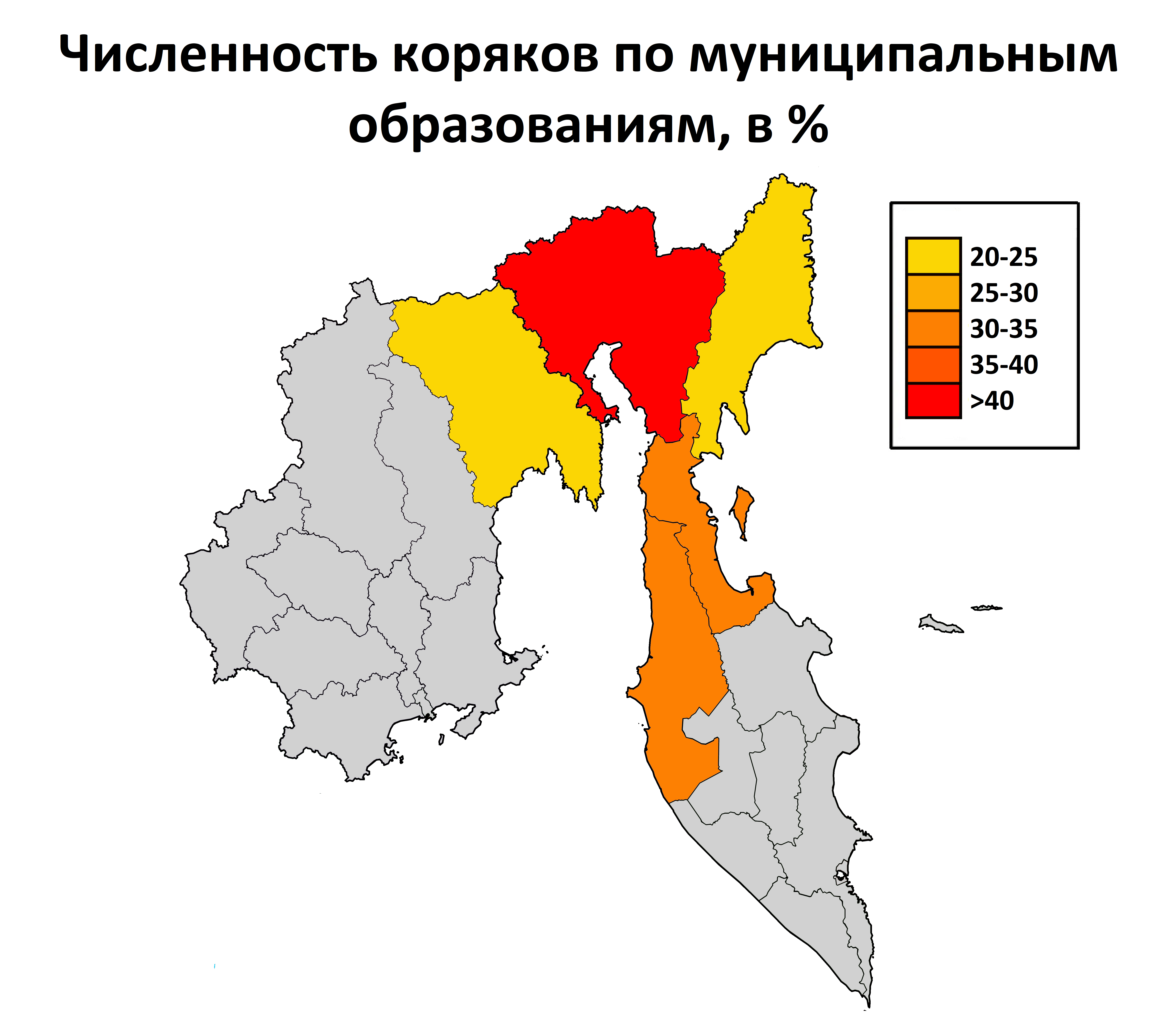
Численность коряков по муниципальным образованиям согласно переписи населения 2010 года, %

(указаны муниципальные образования, где доля коряков в численности населения превышает 5 %):
| муниципальный район, городской округ | Субъект РФ  | % коряков |
| Пенжинский район                     | Камчатский  | 42,9      |
| ГО поселок Палана                    | Камчатский  | 35,1      |
| Карагинский район                    | Камчатский  | 31,7      |
| Тигильский район                     | Камчатский  | 28,7      |
| Северо-Эвенский район                | Магаданская | 24,1      |
| Олюторский район                     | Камчатский  | 21        |

## Разделение по роду занятий
По роду занятий и образу жизни коряки традиционно делятся на тундровых и береговых. Каждая группа говорит на своём языке и включает в себя несколько более мелких территориальных групп.
- Тундровые коряки (чавчувены, самоназвание: чавчыв, чавчывав «оленевод») — кочевые жители внутренней тундры, занимающиеся разведением оленей. Исконный язык — собственно корякский. Включают:
  - каменцы (побережье Пенжинской губы);
  - паренцы (река Парень на северо-востоке полуострова Тайгонос);
  - итканцы (сёла Верхняя, Средняя и Нижняя Иткана на востоке полуострова Тайгонос);
  - апукинцы (низовья реки Апука).
- Береговые коряки (нымыланы, самоназвание нымылъын, нымылъу) — оседлые жители побережий, занимающиеся морским рыбным промыслом. Исконный язык — алюторский, поэтому всю группу также иногда называют алюторцами. Включают:
  - паланцы (северо-западное побережье Камчатки между сёлами Усть-Воямполка и Лесная);
  - карагинцы (побережье Карагинского залива между сёлами Ука и Тымлат);
  - алюторцы (северо-восточное побережье Камчатки между сёлами Тымлат и Олюторка).

К береговым корякам близки кереки (берег Берингова моря между бухтой Наталья и мысом Наварин), в советское время включавшиеся в состав коряков.

## Религия
В отношении религии среди коряков сегодня распространено христианство (русское православие), однако остаются сильны традиционные верования (шаманизм).

## Культура
Ничто не показывает столь близкую связь между культурой коряков и индейцев северной части Тихого океана в большей степени, как их мифология. В то время как некоторые религиозные события могли быть заимствованы в конце периода, мифы обычно отражают состояние ума в течение длительного времени и даже самых отдалённых периодов.
Между образом жизни чукчей и коряков много сходств, хотя отличительные черты образа жизни эскимосов, как правило, у них отсутствуют. В жизни коряков и ительменов количество сходств с образом жизни эскимосов постепенно уменьшалось, хотя корякская мифология и проявляет сходства с эскимосской.
Жилища коряков представляют собой конические переносные чумы — яранги. Также жилищами служили округлые полуземлянки диаметром 3—12 метров с центральными квадратными или округлыми очагами, обложенными камнями.

## Галерея

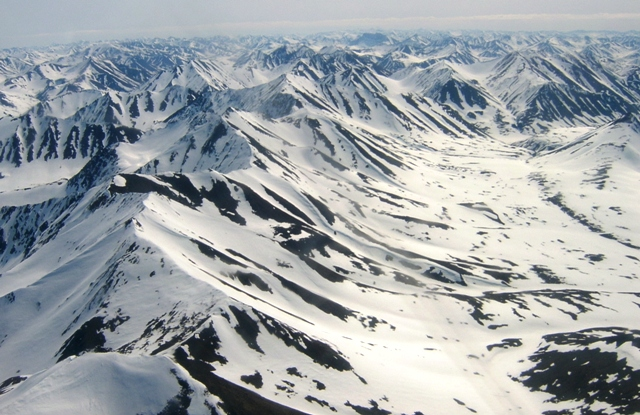
Корякские горы с вертолёта
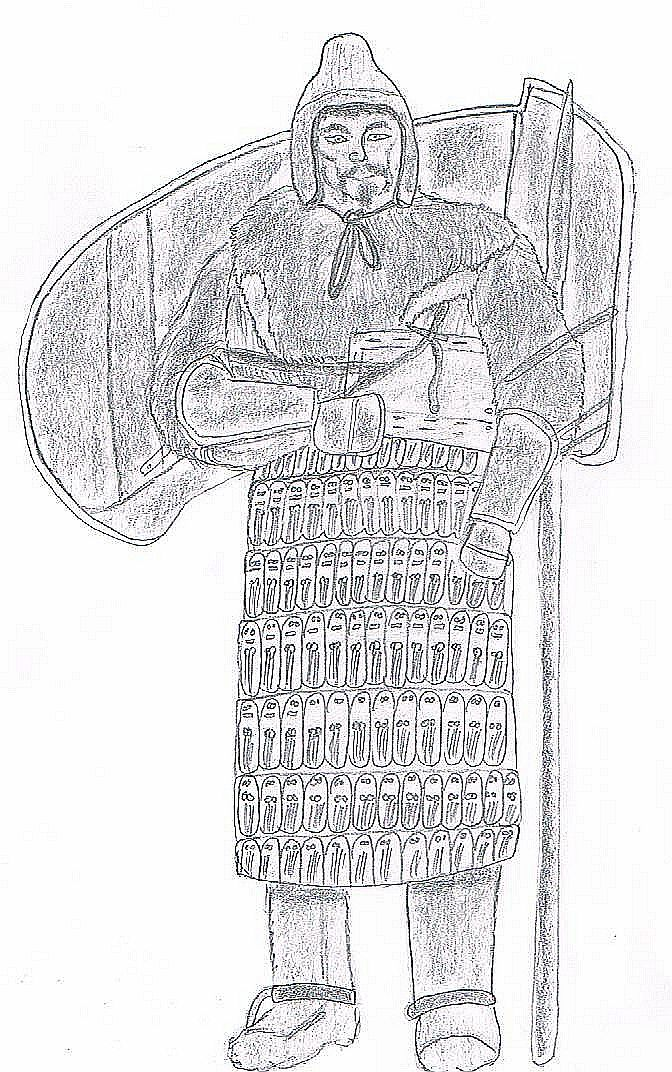
Корякские доспехи
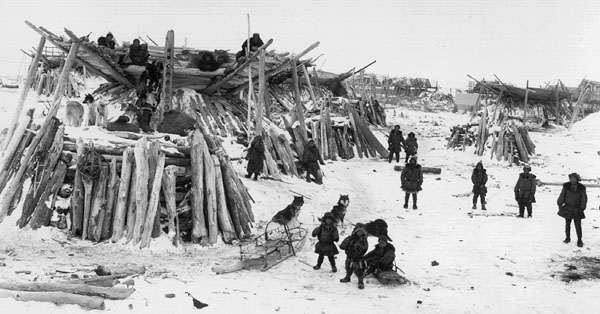
Корякская осада
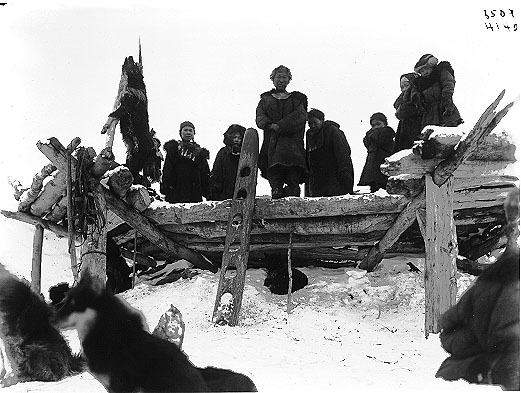
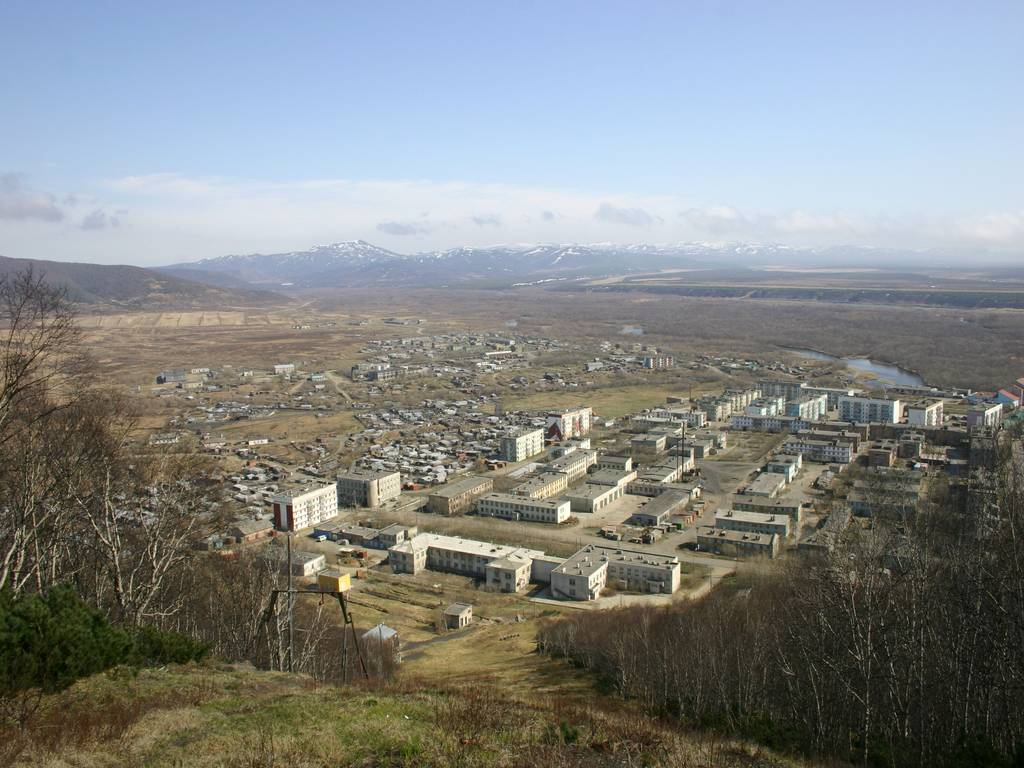
Современные постройки. Палана — бывший административный центр Корякского автономного округа, административный центр Корякского округа в составе Камчатского края
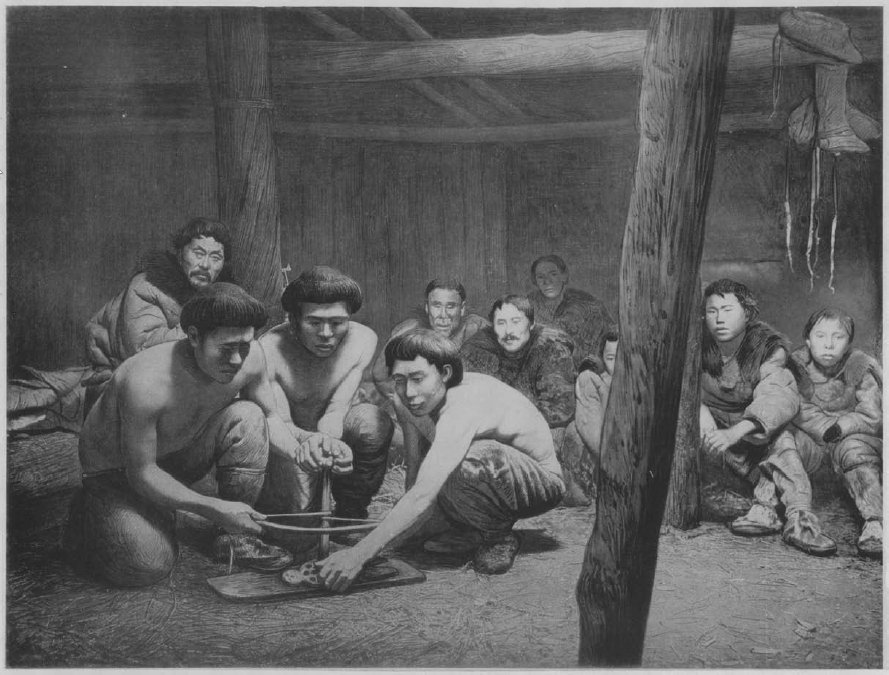
Церемония зажигания первого огня

## Филателия
В 1933 году в СССР была выпущена этнографическая серия почтовых марок «Народы СССР». Среди них была и марка, посвящённая корякам.

В 1960—1963 годах в СССР была выпущена этнографическая серия почтовых марок «Костюмы народов СССР» с изображениями народных костюмов советских социалистических республик. Среди них тоже была марка, посвящённая корякам.

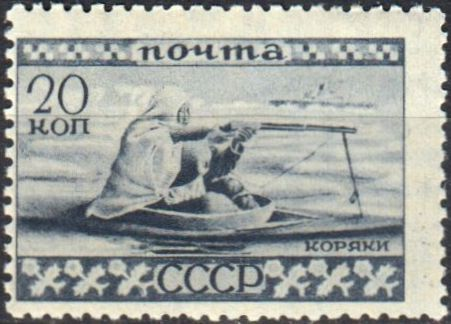
Серия «Народы СССР» (коряки), почтовая марка СССР 1933 года
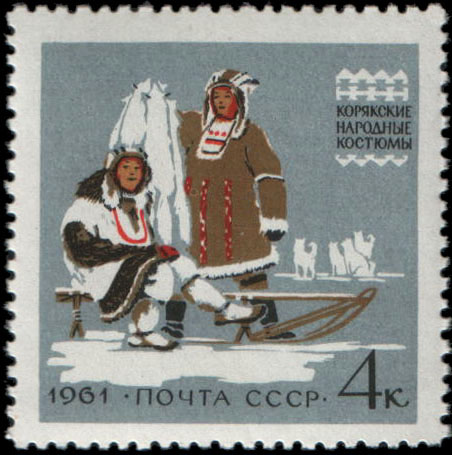
Серия «Костюмы народов СССР» (коряки), почтовая марка СССР 1961 года